# 秦慧芬
秦慧芬（1924年—2022年），台灣京劇演員，工旦行。

## 生平
1947年在上海拜師梅蘭芳。1949年起移居台灣，后長年在戲校教京劇，培養魏海敏、王耀星等許多學生。在台灣的梅蘭芳女弟子還有章遏雲、顧正秋等。台灣國立傳統藝術中心委約王安祈編寫的《台灣京劇50年》下冊收錄了她的口述回憶錄。曾長期在台的梅蘭芳男弟子只有20世紀末從英屬香港到台灣的陳永玲。